# Громадянський рух «Хвиля»

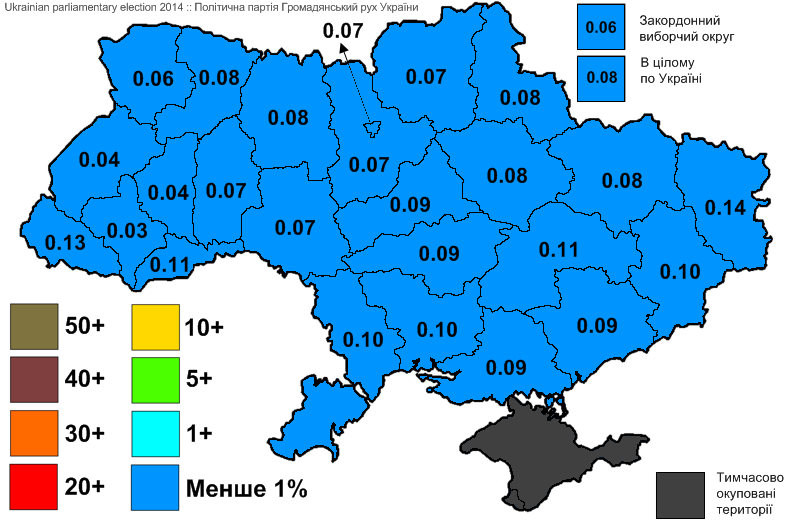
Результати виборів до ВР України. 2014 рік.

Громадя́нський рух «ХВИЛЯ»  (ГРУ) — політична партія України, створена 28 жовтня 2008 р., як «Громадянський рух України» на основі ГО «Громадянська Варта». Основним пріоритетом ГРУ є боротьба за права малого підприємництва та відстоювання інтересів середнього класу.

## Історія
На основі учасників акції протесту представників малого і середнього бізнесу на Майдані найбільш послідовною частиною організаторів акції вирішено створити партію середнього класу, що захищатиме соціально-економічні інтереси представників малого і середнього бізнесу, інтелігенції, висококваліфікованих робітників тощо.
Партія брала активну участь в акціях протесту підприємців проти Податкового кодексу.
Центральна виборча комісія зареєструвала партію «Громадянський рух» в загальнонаціональному багатомандатному виборчому окрузі на позачергові вибори Верховної Ради. Відповідне рішення було ухвалено на засіданні ЦВК 22 вересня 2014 року. До виборчого списку партії включено 34 кандидатів: Повний список кандидатів. [Архівовано 9 жовтня 2014 у Wayback Machine.] Виборчий список партії очолив Анатолій Башловка.
На початку липня 2020 року головою партії обрано громадського діяча і бізнесмена Володимира Козленка [Архівовано 26 вересня 2020 у Wayback Machine.], оновлено президію партії.
В цей самий час Київська обласна організація почала перезавантаження і підготовку до місцевих виборів 2020 на її чолі стала Ірина Побідаш.
31 липня 2020 року Політична партія «Громадянський Рух Хвиля» спільно з чотирма неолігархічними партіями створила платформу для об’єднання [Архівовано 26 вересня 2020 у Wayback Machine.] на майбутні місцеві вибори.